# Buried Bucks
Buried Bucks (traducibile come "dollari sepolti"), scritto Buried Buck$ nella schermata introduttiva, è un videogioco pubblicato nel 1982 per Atari 8-bit da A.N.A.L.O.G. Software. Nel 1984 venne ripubblicato da Imagic con piccoli ritocchi e con il titolo Chopper Hunt, questa volta anche per Commodore 64.
Nel 1994 uscì anche Tri-Heli II, un gioco gratuito per Atari ST ispirato a Buried Bucks.

## Modalità di gioco
Il giocatore pilota un elicottero con l'obiettivo di recuperare dei tesori sepolti (simboli di dollaro nella prima versione, oggetti variabili in Chopper Hunt). Ogni livello è una schermata fissa che mostra, con visuale di lato, una parte di cielo e una parte di terreno, dalla superficie piana fino in profondità.
L'elicottero può sganciare delle bombe, in verticale o lateralmente, per scavare buchi nel terreno e farsi strada fino ai tesori, che può raccogliere toccandoli, ma se tocca il terreno viene distrutto.
Per incassare ciascun tesoro raccolto bisogna ritornare alla piattaforma di atterraggio; qui vengono anche ricaricate le bombe, che sono in numero limitato.
Il punteggio è misurato in dollari e si riduce lentamente col passare del tempo.
In cima allo schermo passa periodicamente un aereo che sgancia mucchi di terra che possono riempire le buche scavate dal giocatore o anche colpire direttamente l'elicottero e distruggerlo.
Sotto terra ci possono essere delle rocce indistruttibili che a volte è necessario aggirare scavando lateralmente. Possono esserci inoltre delle falde d'acqua, che se bucate allagano gli scavi vicini.
Nei livelli più avanzati arrivano dall'alto anche dei lanciamissili, che se riescono ad atterrare poi sparano colpi all'elicottero.